# Campeonato Pernambucano de Futebol de 2013
O Campeonato Pernambucano de Futebol de 2013, cujo nome oficial atual é Pernambucano Coca-Cola 2013 - Série A1 por motivos de patrocínio, é a 99ª edição do campeonato estadual de futebol de Pernambuco. Com a volta da Copa do Nordeste de Futebol em 2013 e a participação de três equipes pernambucanas (Santa Cruz, Sport e Salgueiro), a fórmula desta edição não é igual a adotada no campeonato anterior.

## Formato
Na primeira fase, o campeonato está sendo disputado em dois turnos.
No primeiro turno, que não conta com as equipes participantes da Copa do Nordeste, os nove clubes restantes jogam entre si no sistema de pontos corridos com jogos somente de ida. O clube que obtiver o maior número de pontos assegura o direito a uma vaga na Copa do Brasil de 2014.
O segundo turno terá a participação de doze clubes, com a inclusão de Santa Cruz, Sport e Salgueiro, que jogam entre si no sistema de pontos corridos em jogos somente de ida. Os quatro primeiros colocados se classificam para a fase final e as oito equipes restantes disputam um octogonal onde os dois últimos são rebaixados para a Série A2 em 2014.
Na fase final, as quatro primeiras equipes do segundo turno disputam um cruzamento eliminatório: 1º com o 4º e 2º com 3º, em confrontos de ida e volta. Os ganhadores das semi-finais se classificam para a final, que também será disputada em ida e volta, para decidir o grande campeão, se por acaso o placar agregado das duas partidas der empate haverá uma terceiro jogo de desempate.

## Equites Participantes
| Equipe                                     | Cidade                   | Em 2012 | Estádio (Mando)              | Capacidade | Títulos (Último)    | Part. |
| ------------------------------------------ | ------------------------ | ------- | ---------------------------- | ---------- | ------------------- | ----- |
| Belo Jardim Futebol Clube                  | Belo Jardim              | 8º      | Mendonção                    | 5 230      | 0 (não possui)      | 3     |
| Central Sport Club                         | Caruaru                  | 10º     | Estádio Luiz José de Lacerda | 19 478     | 0 (não possui)      | 51    |
| Chã Grande Futebol Clube                   | Chã Grande               | 1º (A2) | Carneirão                    | 10 000     | 0 (não possui)      | 1     |
| Clube Náutico Capibaribe                   | Recife                   | 4º      | Aflitos                      | 19 800     | 21 (último em 2004) | 98    |
| Pesqueira Futebol Clube                    | Pesqueira                | 2º (A2) | Mendonção                    | 5 230      | 0 (não possui)      | 1     |
| Petrolina Social Futebol Clube             | Petrolina                | 5º      | Paulo de Souza Coelho        | 5 000      | 0 (não possui)      | 9     |
| Clube Atlético do Porto                    | Caruaru                  | 7º      | Estádio Luiz José de Lacerda | 19 478     | 0 (não possui)      | 19    |
| Salgueiro Atlético Clube                   | Salgueiro                | 3º      | Cornélio de Barros           | 12 070     | 0 (não possui)      | 7     |
| Santa Cruz Futebol Clube                   | Recife                   | 1º      | Arruda                       | 60 044     | 26 (último em 2012) | 98    |
| Serra Talhada Futebol Clube                | Serra Talhada            | 9º      | Nildo Pereira                | 5 000      | 0 (não possui)      | 2     |
| Sport Club do Recife                       | Recife                   | 2º      | Ilha do Retiro               | 32 983     | 39 (último em 2010) | 96    |
| Sociedade Esportiva Ypiranga Futebol Clube | Santa Cruz do Capibaribe | 6º      | Limeirão                     | 5 000      | 0 (não possui)      | 13    |

## Classificação e resultados

### Desempenho por rodada
Clubes que lideraram ao final de cada rodada:
| Rodadas | Rodadas | Rodadas | Rodadas | Rodadas | Rodadas | Rodadas | Rodadas | Rodadas |
| ------- | ------- | ------- | ------- | ------- | ------- | ------- | ------- | ------- |
| 1       | 2       | 3       | 4       | 5       | 6       | 7       | 8       | 9       |
| CEN     | CEN     | CEN     | STL     | STL     | NAU     | NAU     | NAU     | NAU     |

Clubes que ficaram na última posição ao final de cada rodada:
| Rodadas | Rodadas | Rodadas | Rodadas | Rodadas | Rodadas | Rodadas | Rodadas | Rodadas |
| ------- | ------- | ------- | ------- | ------- | ------- | ------- | ------- | ------- |
| 1       | 2       | 3       | 4       | 5       | 6       | 7       | 8       | 9       |
| POR     | PET     | YPI     | PET     | PET     | PET     | PET     | PET     | PET     |

Clubes que lideraram ao final de cada rodada:
| Rodadas | Rodadas | Rodadas | Rodadas | Rodadas | Rodadas | Rodadas | Rodadas | Rodadas | Rodadas | Rodadas |
| ------- | ------- | ------- | ------- | ------- | ------- | ------- | ------- | ------- | ------- | ------- |
| 1       | 2       | 3       | 4       | 5       | 6       | 7       | 8       | 9       | 10      | 11      |
| NAU     | STC     | NAU     | NAU     | NAU     | NAU     | NAU     | NAU     | STC     | SPO     | SPO     |

Clubes que ficaram na última posição ao final de cada rodada:
| Rodadas | Rodadas | Rodadas | Rodadas | Rodadas | Rodadas | Rodadas | Rodadas | Rodadas | Rodadas | Rodadas |
| ------- | ------- | ------- | ------- | ------- | ------- | ------- | ------- | ------- | ------- | ------- |
| 1       | 2       | 3       | 4       | 5       | 6       | 7       | 8       | 9       | 10      | 11      |
| PET     | BJD     | CGD     | CGD     | BJD     | PES     | CEN     | CEN     | CEN     | CEN     | STL     |

## Fase final
|  | Semifinais      | Semifinais | Semifinais | Semifinais |   |       | Final | Final | Final | Final |
|  |                 |            |            |            |   |       |       |       |       |       |
|  | Sport           | 5          | 4          | 9          |   |       |       |       |       |       |
|  | Ypiranga-PE     | 1          | 2          | 3          |   |       |       |       |       |       |
|  | Ypiranga-PE     | 1          | 2          | 3          |   | Sport | 0     | 0     | 0     |       |
|  |                 |            |            |            |   | Sport | 0     | 0     | 0     |       |
|  |                 | Santa Cruz | 1          | 2          | 3 |       |       |       |       |       |
|  | Náutico         | Santa Cruz | 1          | 2          | 3 | 0     | 2     | 2     |       |       |
|  | Náutico         |            |            |            |   | 0     | 2     | 2     |       |       |
|  | Santa Cruz (gf) | 1          | 1          | 2          |   |       |       |       |       |       |

|  | Disputa do 3° lugar |   |   |   |
|  |                     |   |   |   |
|  | Náutico             | 1 | 3 | 4 |
|  | Ypiranga-PE         | 1 | 0 | 1 |

## Campeão
| Tricampeão Pernambucano 2013   |
| ------------------------------ |
| SANTA CRUZ Campeão (27 título) |

| Vice Campeão: | Terceiro Colocado: | Equipe mais: | Artilheiro:     | Melhor goleiro:            |
| ------------- | ------------------ | ------------ | --------------- | -------------------------- |
| Sport         | Náutico            | Santa Cruz   | Elton (Náutico) | Tiago Cardoso (Santa Cruz) |

## Artilharia
Última atualização: 13 de maio
| Gols | Jogador          | Time        |
| ---- | ---------------- | ----------- |
| 17   | Elton            | Náutico     |
| 16   | Joélson          | Porto-PE    |
| 14   | Johnathan Goiano | Central     |
| 14   | Rogério          | Náutico     |
| 13   | Jonathan         | Pesqueira   |
| 9    | Müller           | Belo Jardim |
| 8    | Jhulliam         | Chã Grande  |
| 8    | Diogo            | Ypiranga-PE |
| 7    | Danilo           | Chã Grande  |
| 7    | Dênis Marques    | Santa Cruz  |
| 7    | Roger            | Sport       |
| 6    | Jânio            | Pesqueira   |
| 6    | Felipe Azevedo   | Sport       |

## Maiores públicos
Seguem abaixo os dez maiores públicos do campeonato até a 7ª rodada do 2º turno:
| Nº | Público[PP] | Mandante   | Placar | Visitante  | Estádio        | Data        | Rodada          |
| -- | ----------- | ---------- | ------ | ---------- | -------------- | ----------- | --------------- |
| 1  | 38 201      | Santa Cruz | 1–0    | Sport      | Arruda         | 5 de maio   | Final           |
| 2  | 33 063      | Santa Cruz | 2–2    | Sport      | Arruda         | 7 de abril  | 11ª do 2º turno |
| 3  | 28 275      | Santa Cruz | 1–0    | Náutico    | Arruda         | 21 de abril | Semifinais      |
| 4  | 26 806      | Sport      | 0–2    | Santa Cruz | Ilha do Retiro | 12 de maio  | Final           |
| 5  | 18 607      | Sport      | 2–1    | Náutico    | Ilha do Retiro | 17 de março | 7ª do 2º turno  |
| 6  | 17 256      | Santa Cruz | 0–1    | Salgueiro  | Arruda         | 3 de março  | 3ª do 2º turno  |
| 7  | 14 801      | Náutico    | 0–2    | Santa Cruz | Aflitos        | 31 de março | 9ª do 2º turno  |
| 8  | 14 015      | Santa Cruz | 2–0    | Central    | Arruda         | 11 de março | 5ª do 2º turno  |
| 9  | 13 440      | Náutico    | 2–1    | Santa Cruz | Aflitos        | 28 de abril | Semifinais      |
| 10 | 13 121      | Santa Cruz | 0–1    | Chã Grande | Arruda         | 14 de março | 6ª do 2º turno  |

- PP. ^ Considera-se apenas o público pagante

## Seleção do campeonato
Prêmios
- Técnico: Marcelo Martelotte (Santa Cruz)
- Artilheiro: Elton (Náutico)
- Craque: Dênis Marques (Santa Cruz)
- Craque da galera: Magrão (Sport)
- Gol do povo: Müller (Belo Jardim )
- Reveleção: Jonathan Balotelli (Pesqueira)

Time
- Goleiro: Tiago Cardoso (Santa Cruz)
- Zagueiro: William Alves (Santa Cruz)
- Zagueiro: Maurício (Sport)
- Lateral-Direito: Everton Sena (Santa Cruz)
- Lateral-Esquerdo: Tiago Costa (Santa Cruz)
- Volante: Anderson Pedra (Santa Cruz)
- Volante: Rithely (Sport)
- Meio-campo: Raul (Santa Cruz)
- Meio-campo: Lucas Lima (Sport)
- Atacante: Rogério (Náutico)
- Atacante: Dênis Marques (Santa Cruz)